# Ga Chợ Moraenae
Ga Chợ Moraenae (Tiếng Hàn: 모래내시장역, Hanja: 모래내市場驛) là ga tàu điện ngầm của Tàu điện ngầm Incheon tuyến 2 nằm ở Guwol-dong, Namdong-gu, Incheon.

## Lịch sử
- 5 tháng 10 năm 2015: Tên ga được quyết định là Ga Chợ Moraenae[1]
- 30 tháng 7 năm 2016: Bắt đầu kinh doanh với việc khai trương Tàu điện ngầm Incheon tuyến 2[2]

## Bố trí ga
| Seokcheon Sageori ↑ |
| \| N/B              |
| ↓ Mansu             |

| Hướng Bắc | ● Incheon tuyến 2 | ← Hướng đi Công viên công dân · Juan · Geomam · Geomdan Oryu               |
| Hướng Nam | ● Incheon tuyến 2 | → Hướng đi Mansu · Văn phòng Namdong-gu · Công viên lớn Incheon · Unyeon → |

## Xung quanh nhà ga
- Chợ Moraenae
- Công viên khu thể thao Guwol
- Trường tiểu học Jeju Jeonggak
- Trường trung học cơ sở Jeonggak Jeonggak
- Trung tâm phúc lợi hành chính Mansu 3-dong
- Trường tiểu học Indong Indong
- Phòng khám Đông y Baekje